# Шестикупольна синагога
Шестику́польна синаго́га (азерб. Altı günbəz sinaqoqu) — пам'ятка Губи, зведена наприкінці XIX століття. Знаходиться в селищі Червона Слобода Губинського району Азербайджану. Аналогічна синагога також діє в Стамбулі. Синагога була центром релігійної освіти. Зараз синагога відкрита для відвідувань.

## Історія
Синагога побудована 1888 року за проектом архітектора Гілель бен Хаїма. Будівля споруджена гірським євреєм каменярем Джільядом і його товаришами і має східний стиль. Синагога є символом шестиденного переїзду жителів Гільгатского кварталу з села Гялядуз з дозволу Губинського хана. Будівля має 14 основних вікон. Висота стіни головного молитовного залу становить 7 метрів.
Довгий час будівля використовувалася як склад, потім як швейний цех. Після відновлення незалежності АР, молитовний будинок був повернутий жителям. У 1995 році, з ініціативи знатних представників Червоної Слободи Мардахая Абрамова і Семена Нісанова, почалася реставрація, яка тривала до жовтня 2000 року. 11 жовтня 2001 в Червоній Слободі єврейський народ святкував відродження шестикупольної синагоги. Але повна реставрація була завершена в 2005 році.

## Галерея

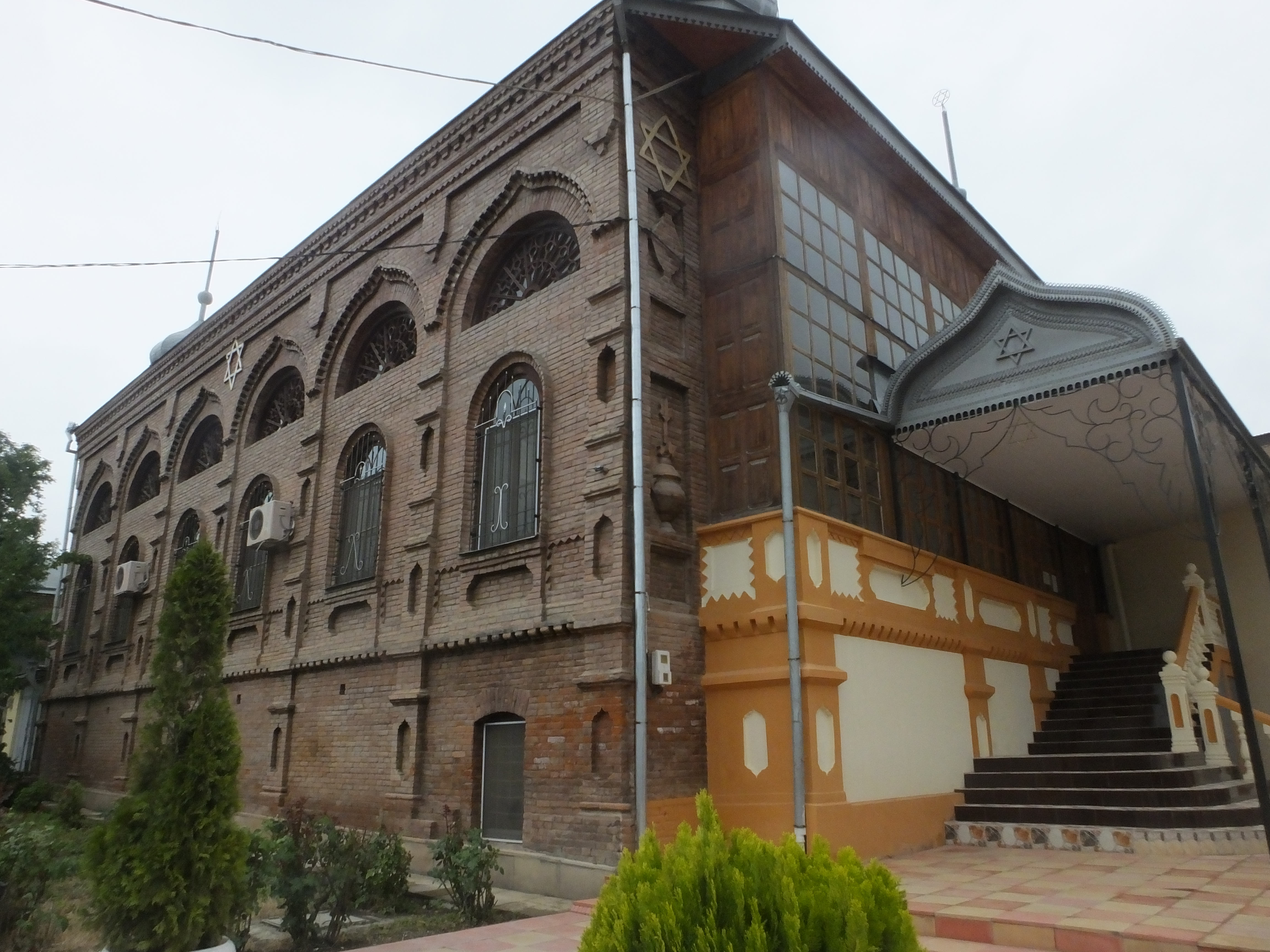
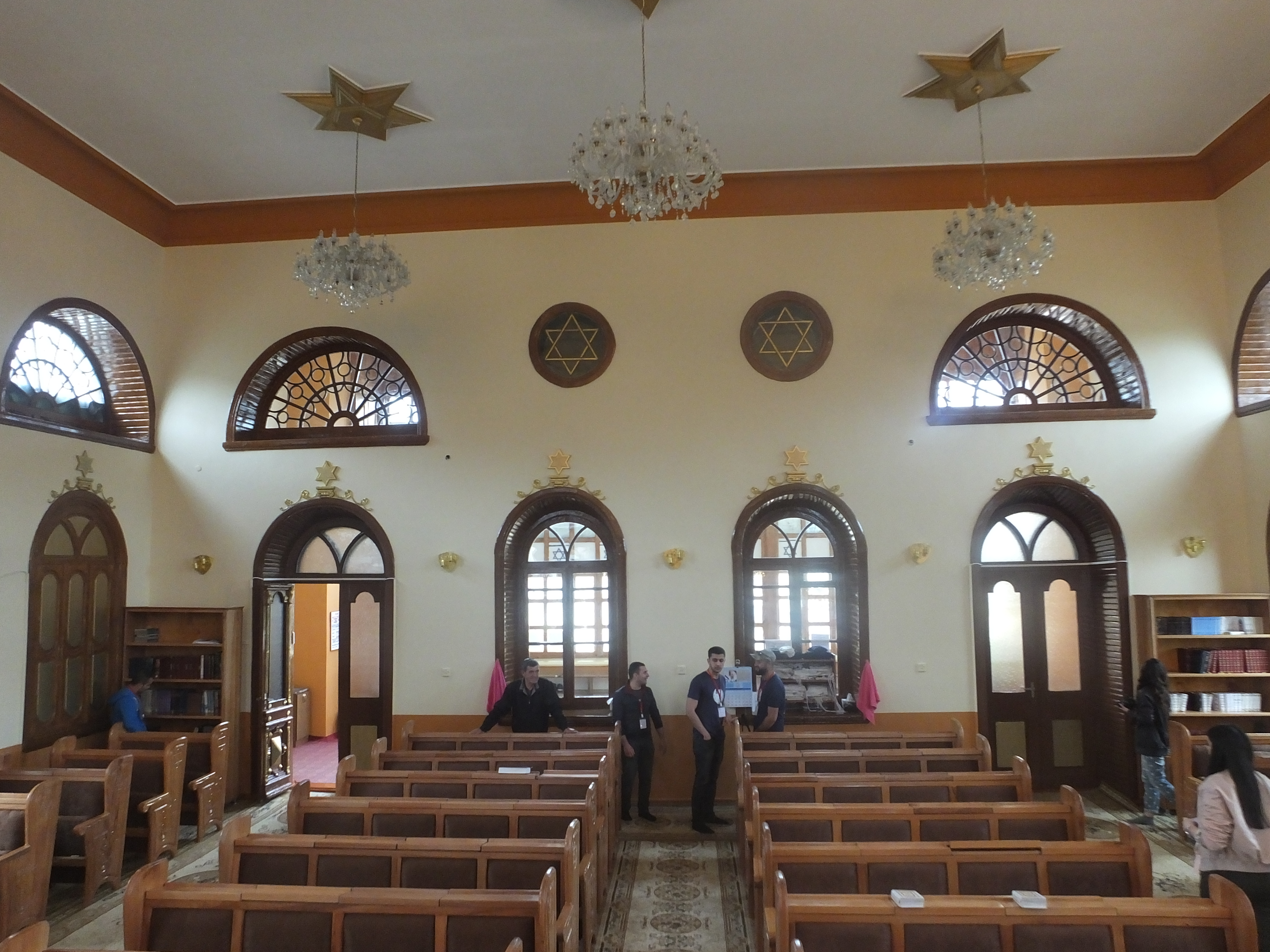
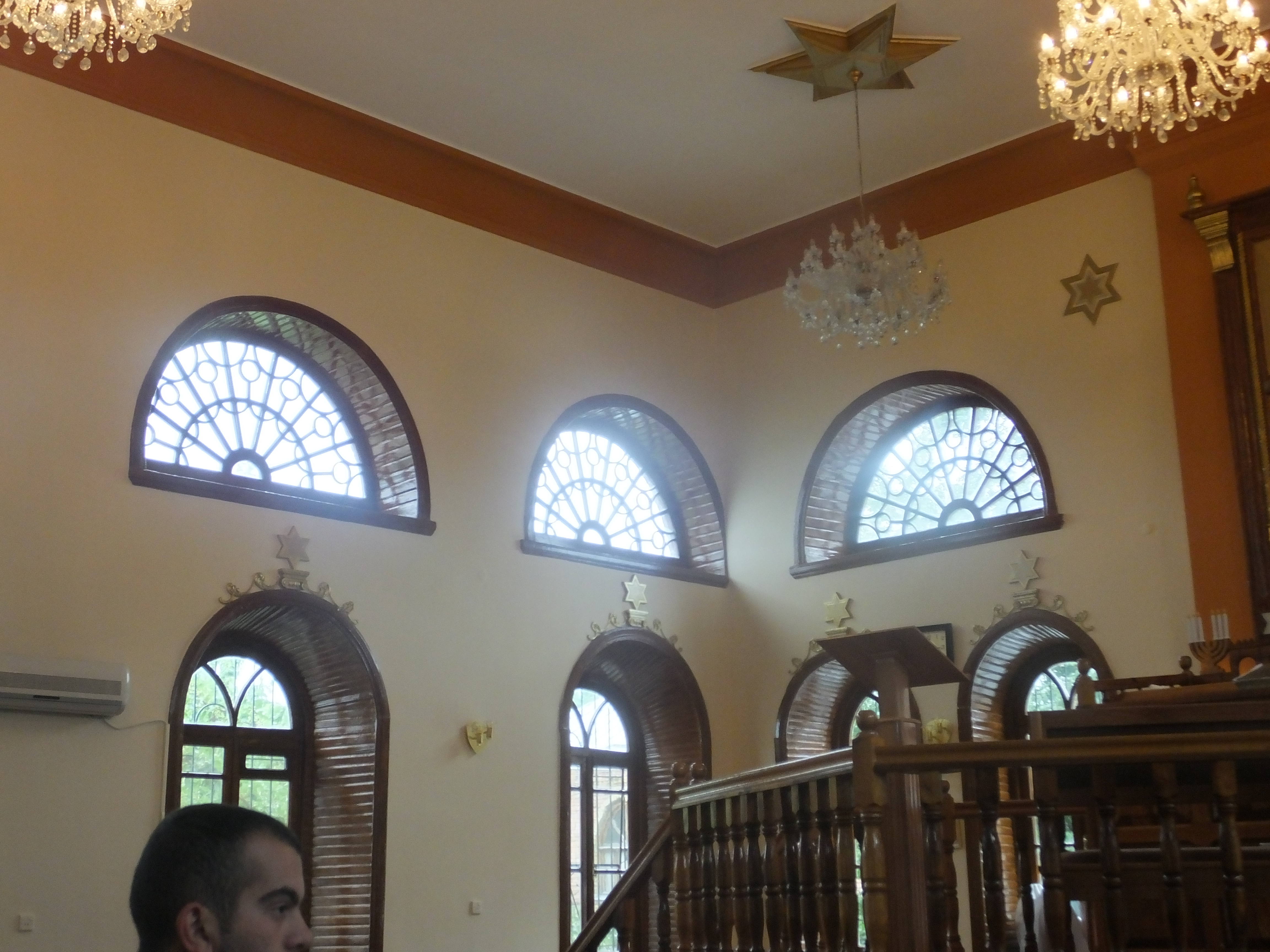
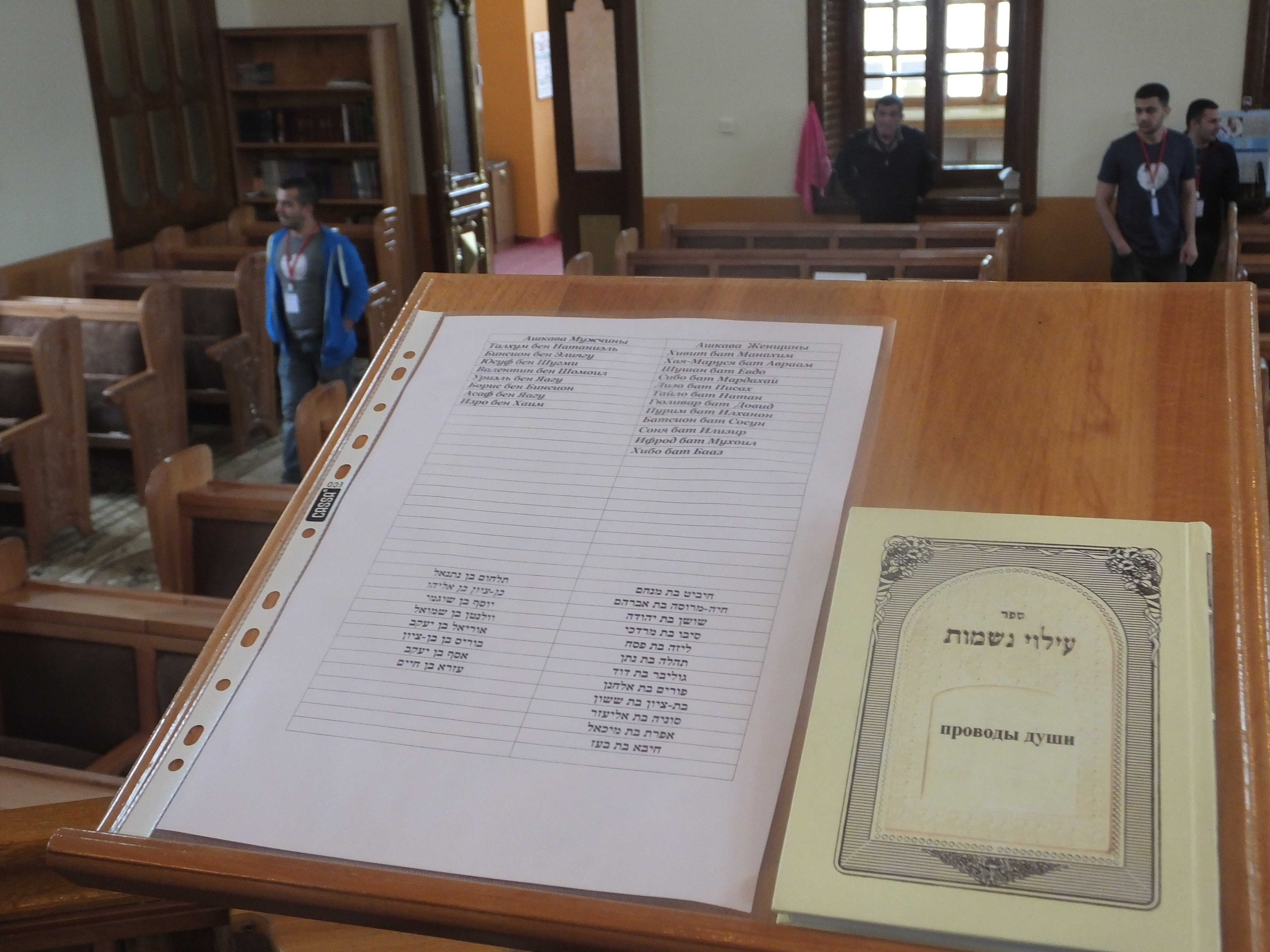
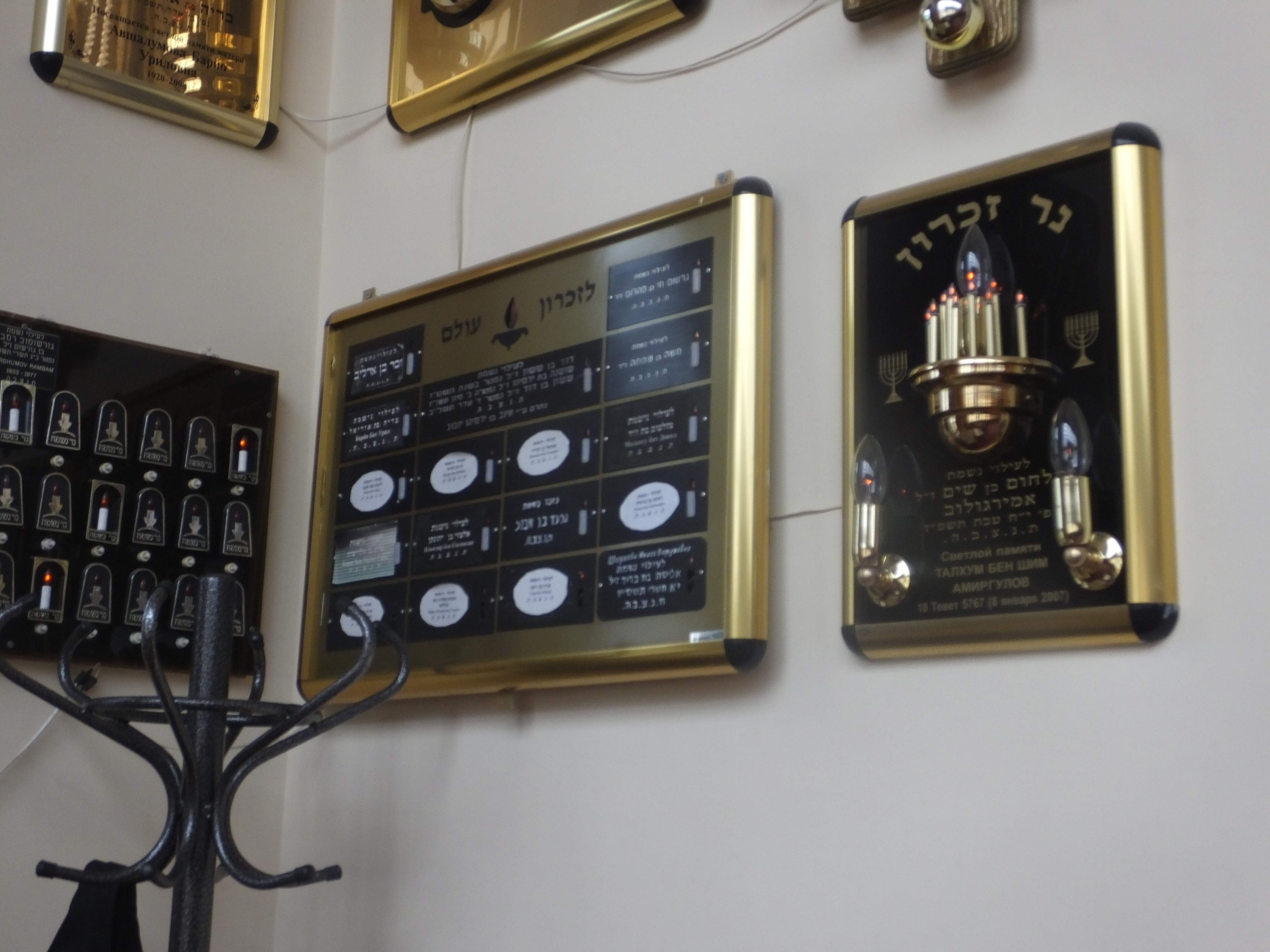
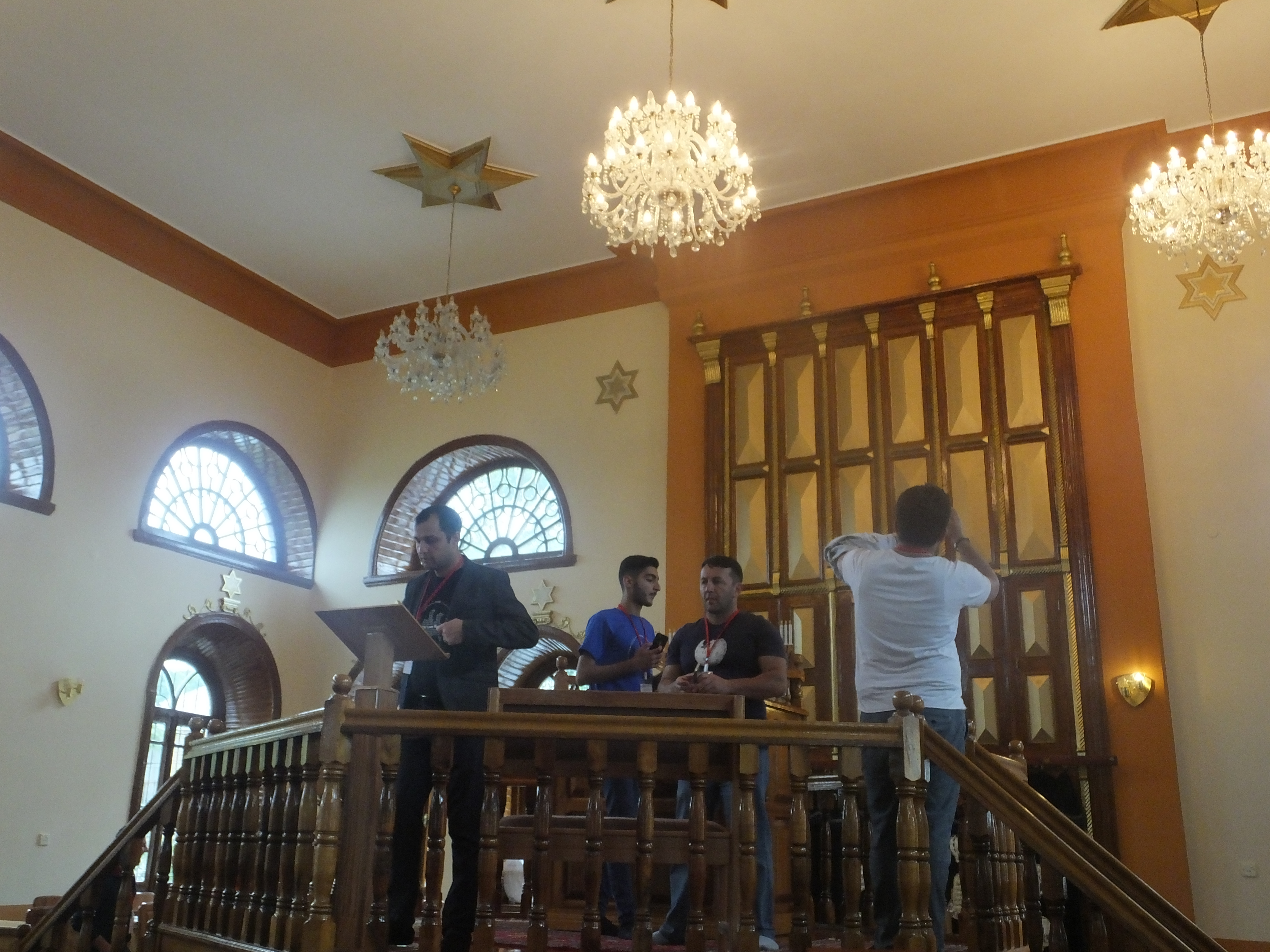
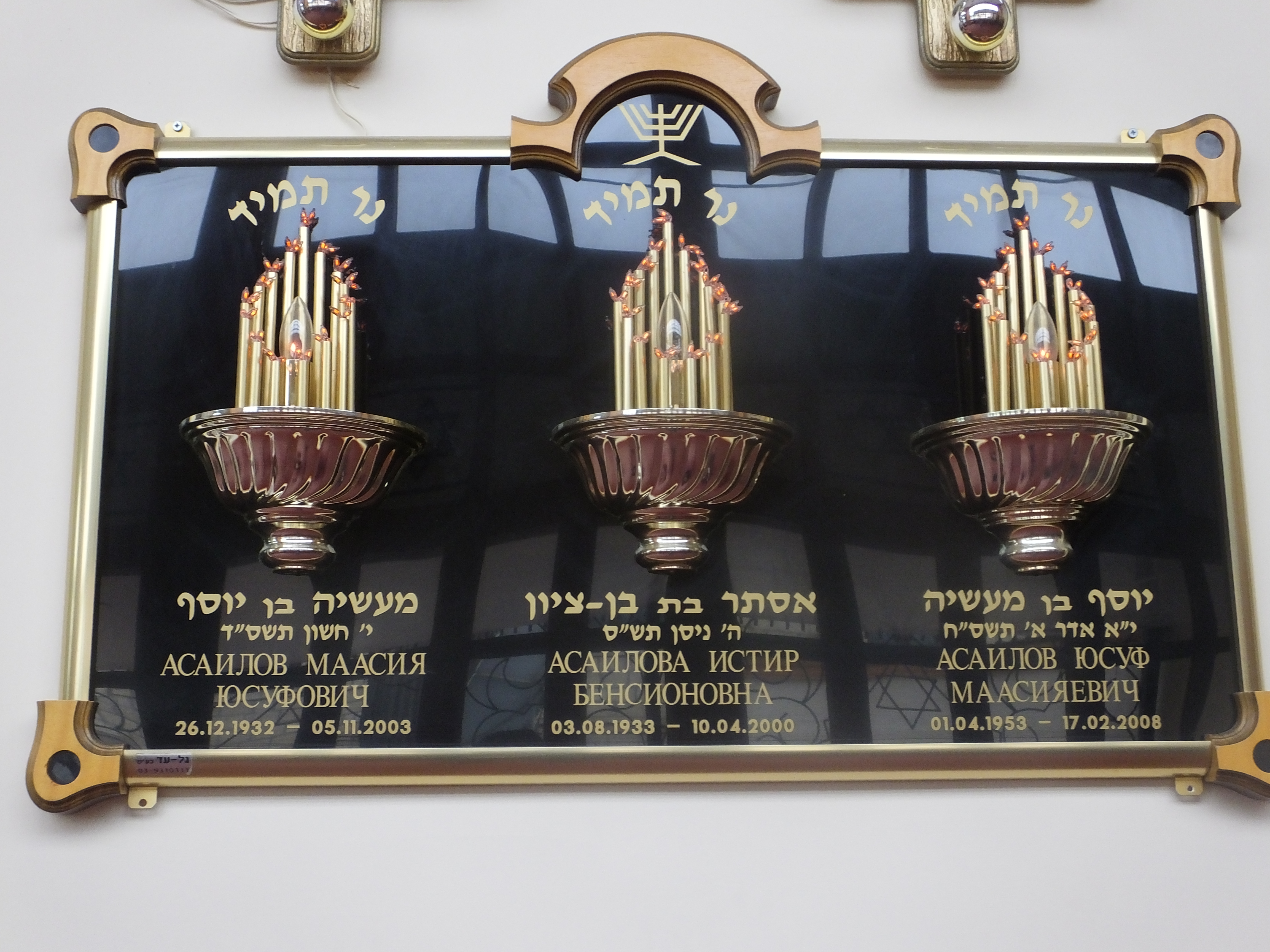
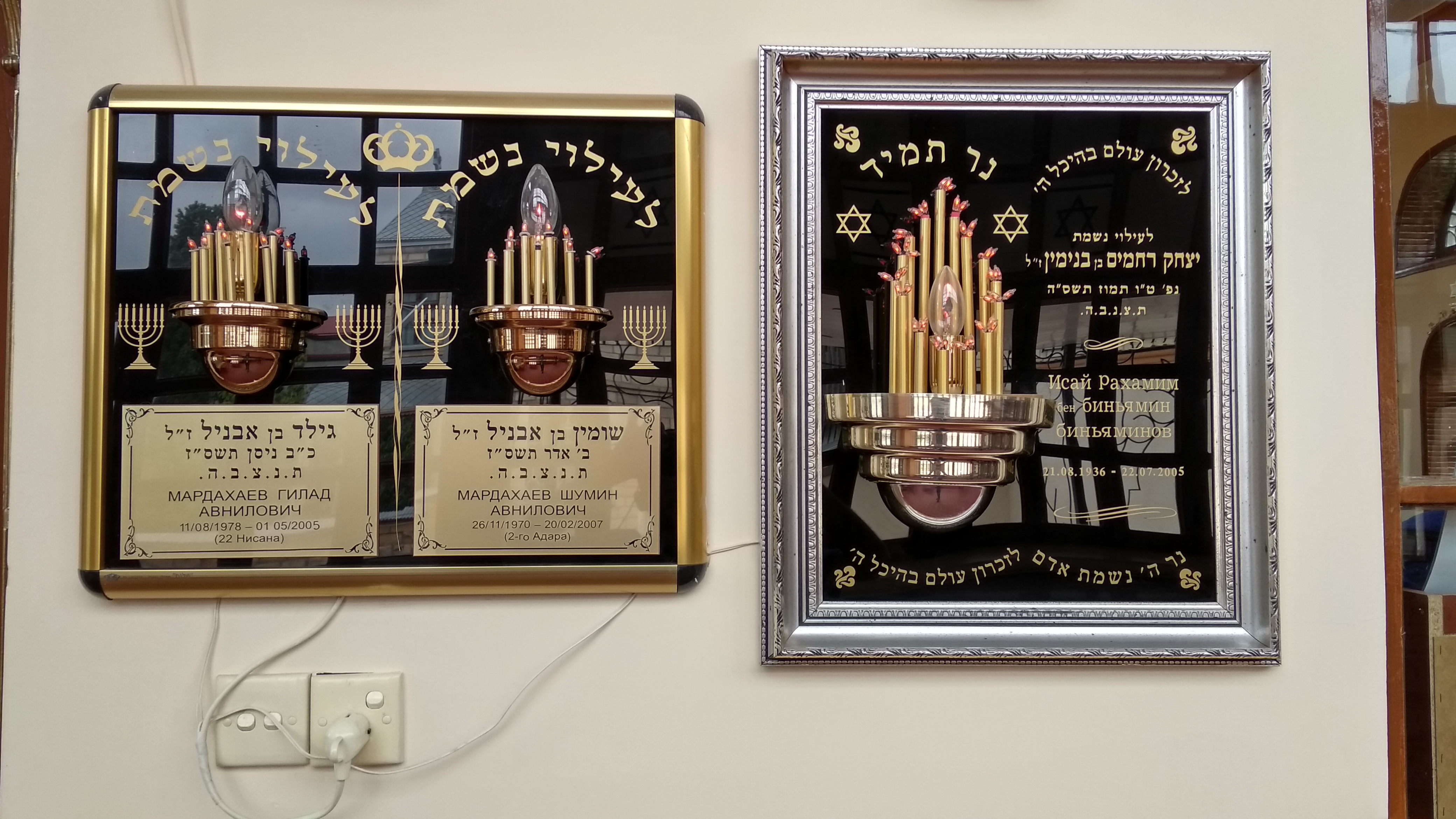
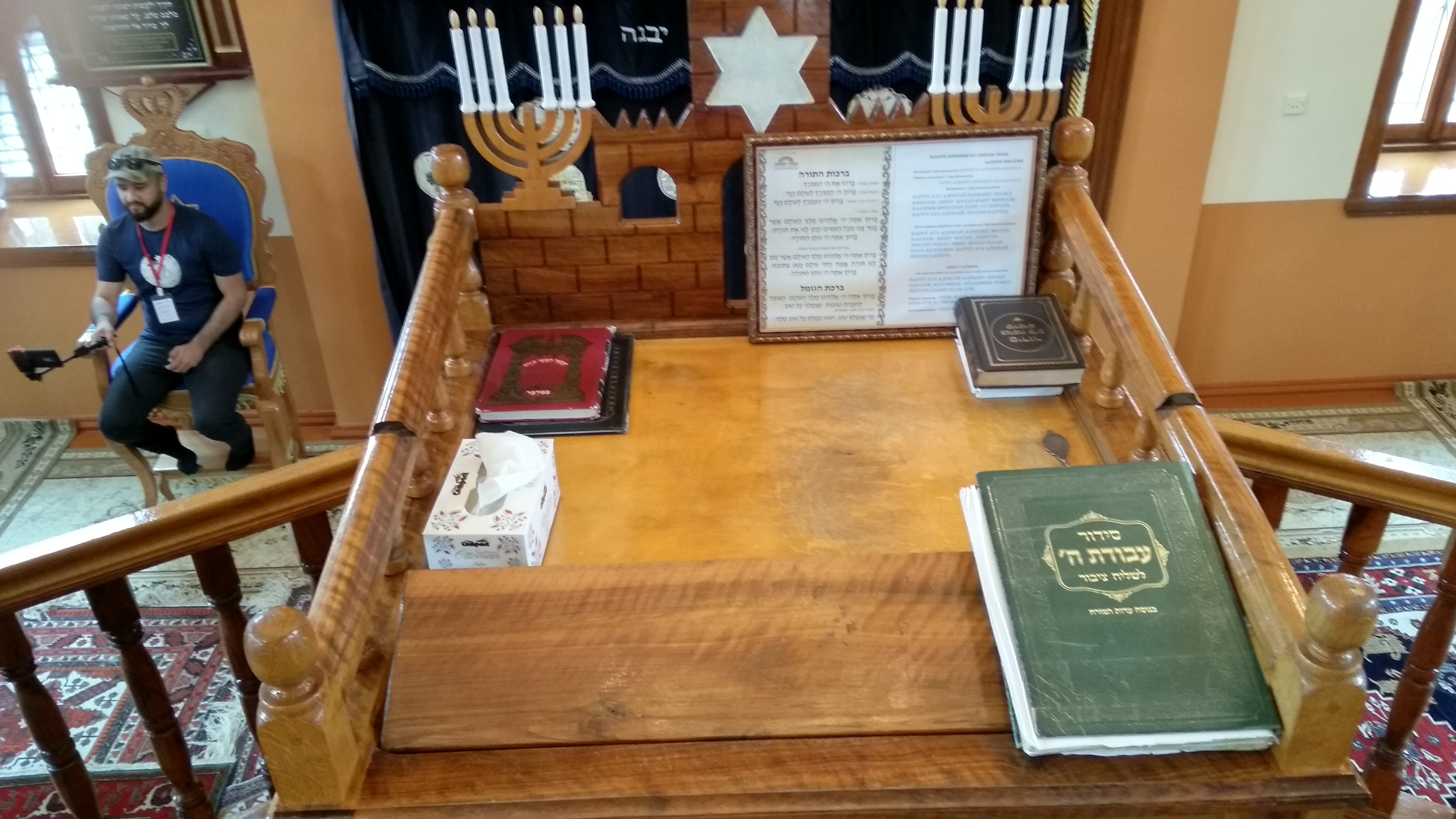
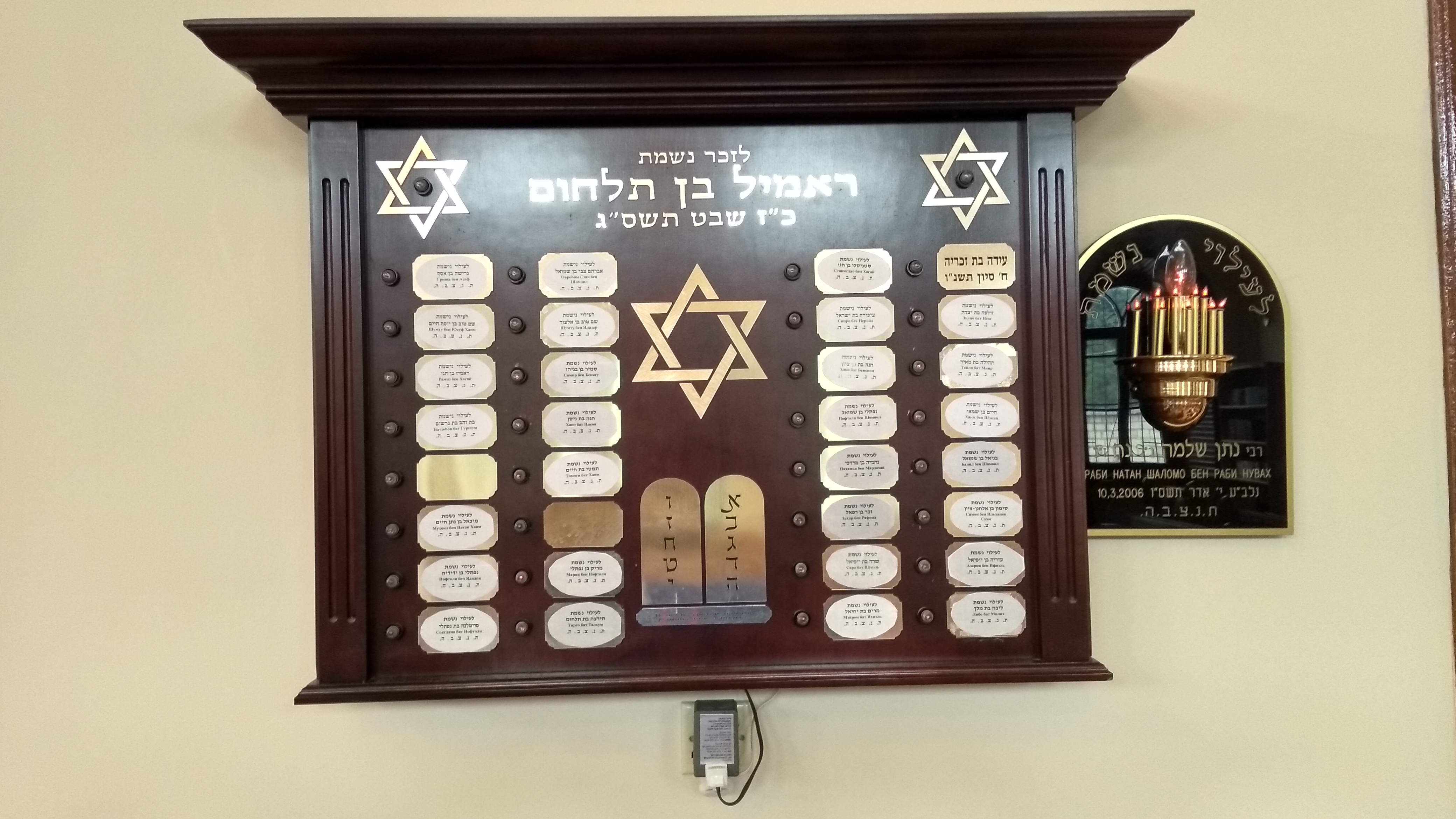